# Опачицька сільська рада
| Опачицька сільська рада — орган місцевого самоврядування у Макарівському районі Київської області з адміністративним центром у с. Нові Опачичі. Історична дата утворення: в 1991 році. Водоймища на території, підпорядкованій даній раді: Сивка. Сільській раді підпорядковані населені пункти: - с. Нові Опачичі |

## Склад ради
Рада складається з 12 депутатів та голови.

### Керівний склад ради
| ПІБ                        | Основні відомості                                                               | Дата обрання | Дата звільнення |
| -------------------------- | ------------------------------------------------------------------------------- | ------------ | --------------- |
| Дишлюк Віра Петрівна       | Сільський голова, 1955 року народження, освіта, член народної партії            | 26.03.2006   | 31.10.2010      |
| Удовенко Катерина Петрівна | Сільський голова, 1962 року народження, освіта середня спеціальна, позапартійна | 31.10.2010   |                 |

Примітка: таблиця складена за даними джерела